# 2014 AA
2014 AA – pierwsza planetoida odkryta w 2014. Obiekt został odkryty 1 stycznia 2014 w ramach programu Mount Lemmon Survey. W momencie jej odkrycia jej obserwowana wielkość gwiazdowa wynosiła około 19m. 2 stycznia 2014 roku, około 21 godzin po odkryciu  planetoida uderzyła w atmosferę Ziemi i prawdopodobnie całkowicie spłonęła. Był to drugi obiekt, który został odkryty przed uderzeniem w Ziemię; pierwszym była planetoida 2008 TC3.

## Nazwa i odkrycie
Oznaczenie planetoidy, 2014 AA, to kolejno: rok jej odkrycia (2014), pół-miesiąc odkrycia (1–15 stycznia – „A”) oraz litera „A” wskazująca, że była to pierwsza planetoida odkryta w danym okresie.
Planetoida została odkryta 1 stycznia 2014 przez amerykańskiego astronoma Richarda Kowalskiego w ramach programu Mount Lemmon Survey; pierwsza obserwacja miała miejsce o 6:18 UT, a ostatnia (siódma) o 7:28 UT.

## Charakterystyka
W momencie odkrycia obserwowana wielkość gwiazdowa obiektu wynosiła około 19m, szacowana wielkość obiektu wynosiła pomiędzy dwa a cztery metry. Obiekt należał do grupy Apolla.

## Upadek
Słabe infradźwięki zarejestrowane przez trzy z sieci stacji Comprehensive Nuclear-Test-Ban Treaty Organization – w Boliwii, Brazylii i na Bermudach – pozwoliły wstępnie oszacować, że 2014 AA weszła w atmosferę Ziemi 2 stycznia 2014 około 04:02 UT, około 3000 km od Caracas w Wenezueli, daleko od lądu. Nie było doniesień o zaobserwowaniu tego zjawiska przez załogi statków lub samolotów.
W 2016 roku opublikowano wyniki badań, w których wykorzystano 7 dostępnych obserwacji astrometrycznych obiektu oraz wspomniane dane infradźwiękowe – według tych wyliczeń planetoida weszła w atmosferę Ziemi o godzinie 03:05 ± 6 minut UT w miejscu o współrzędnych 13,1°N 44,2°W/13,100000 -44,200000. Masę obiektu oszacowano na co najmniej 22,6 ton, a prędkość z jaką wszedł w atmosferę – na 12,17 km/s.
Szacuje się, że obiekty tej wielkości uderzają w atmosferę Ziemi przeciętnie kilka razy w roku. Był to drugi obiekt, który został odkryty przed uderzeniem w Ziemię. Pierwszym była planetoida 2008 TC3.